# HD 69976
HD 69976，又名BD+61 1043，SAO 14522、HR 3263，是一颗恒星，视星等为6.41，位于銀經156.2，銀緯34.52，其B1900.0坐标为赤經8h 14m 19.9s，赤緯+60° 34.52′ 52″。